# Shidu, Peking
Shidu (kinesiska: 十渡, 十渡镇)  är en köping i Kina. Den ligger i Fangshan i storstadsområdet Peking, i den norra delen av landet, omkring 77 kilometer sydväst om stadskärnan. Antalet invånare är 9 778. Befolkningen består av 4 885 kvinnor och 4 893 män. Barn under 15 år utgör 9,0 %, vuxna 15-64 år 75 %, och äldre över 65 år 14,0 %.